# Wincanton Classic 1992
De Wincanton Classic 1992 was de vierde editie van deze wielerkoers in Groot-Brittannië en werd verreden op 16 augustus, in en rond Leeds, Engeland. De koers was 236,6 kilometer lang, en maakte deel uit van de strijd om de wereldbeker.

## Uitslag
| Wincanton Classic 1992 |                    |                     |            |
| Plaats                 | Naam               | Ploeg               | Tijd       |
| Winnaar                | Massimo Ghirotto   | Carrera-Vagabond    | 6u 21' 23" |
| 2                      | Laurent Jalabert   | ONCE                | + 1' 10"   |
| 3                      | Bruno Cenghialta   | Ariostea            | + 2' 14"   |
| 4                      | Claudio Chiappucci | Carrera-Vagabond    | + 2' 36"   |
| 5                      | Fabian Jeker       | Helvetia            | z.t.       |
| 6                      | Raúl Alcalá        | PDM-Ultima-Concorde | + 3' 04"   |
| 7                      | Steven Rooks       | Buckler             | z.t.       |
| 8                      | Scott Sunderland   | TVM-Sanyo           | z.t.       |
| 9                      | Alex Zülle         | ONCE                | z.t.       |
| 10                     | Luc Roosen         | Tulip Computers     | z.t.       |

1989 · 1990 · 1991 · 1992 · 1993 · 1994 · 1995 · 1996 · 1997